# Rhopalosiphoninus ehretis
Rhopalosiphoninus ehretis är en insektsart. Rhopalosiphoninus ehretis ingår i släktet Rhopalosiphoninus och familjen långrörsbladlöss. Inga underarter finns listade i Catalogue of Life.